# That Means a Lot
"That Means a Lot" is een nummer van de Amerikaanse zanger P.J. Proby. Het nummer werd oorspronkelijk geschreven door Paul McCartney voor zijn band The Beatles en opgenomen voor hun album Help!, maar deze versie werd destijds niet uitgebracht. Op 17 september 1965 bracht Proby het nummer uit als single. In 1996 verscheen de versie van The Beatles voor het eerst op het compilatiealbum Anthology 2.

## Achtergrond
"That Means a Lot" is geschreven door Paul McCartney en wordt toegeschreven aan het gebruikelijke partnerschap Lennon-McCartney. Het nummer werd geschreven voor de film Help! en het gelijknamige album van The Beatles. De band nam tussen 20 februari en 30 maart 1965 meerdere takes van het nummer op, maar zij waren niet tevreden met de uitkomst en brachten het niet uit.
"That Means a Lot" werd enige tijd later opgenomen door de Amerikaanse zanger P.J. Proby, die net als The Beatles Brian Epstein als manager had. Volgens John Lennon konden McCartney en hij het nummer niet goed zingen, dus "vonden we dat we het beter aan iemand konden geven die dat wel kon". De versie van Proby werd geproduceerd door Ron Richards en gearrangeerd door George Martin, de producer van The Beatles. Zijn versie behaalde de dertigste plaats in de Britse UK Singles Chart.
De versie van "That Means a Lot" zoals die op 20 februari 1965 werd opgenomen door The Beatles verscheen officieel voor het eerst in 1996 op het compilatiealbum Anthology 2.